# Hongkong a 2022. évi téli olimpiai játékokon
Hongkong a kínai Pekingben megrendezett 2022. évi téli olimpiai játékok egyik részt vevő nemzete volt. Az országot az olimpián 2 sportágban 3 sportoló képviselte, akik érmet nem szereztek.

## Alpesisí
Férfi
| Versenyző   | Versenyszám      | 1. futam      | 1. futam      | 2. futam | 2. futam | Összesítés | Összesítés |
| Versenyző   | Versenyszám      | Idő           | Hely.         | Idő      | Hely.    | Idő        | Helyezés   |
| ----------- | ---------------- | ------------- | ------------- | -------- | -------- | ---------- | ---------- |
| Adrian Yung | Óriás-műlesiklás | nem ért célba | nem ért célba | kiesett  | kiesett  | kiesett    | kiesett    |
| Adrian Yung | Műlesiklás       | nem ért célba | nem ért célba | kiesett  | kiesett  | kiesett    | kiesett    |

Női
| Versenyző   | Versenyszám | 1. futam      | 1. futam      | 2. futam | 2. futam | Összesítés | Összesítés |
| Versenyző   | Versenyszám | Idő           | Hely.         | Idő      | Hely.    | Idő        | Helyezés   |
| ----------- | ----------- | ------------- | ------------- | -------- | -------- | ---------- | ---------- |
| Audrey King | Műlesiklás  | nem ért célba | nem ért célba | kiesett  | kiesett  | kiesett    | kiesett    |

## Rövidpályás gyorskorcsolya
Férfi
| Versenyző  | Versenyszám | Előfutam | Előfutam | Negyeddöntő | Negyeddöntő | Elődöntő | Elődöntő | B döntő | B döntő | Döntő   | Döntő   | Helyezés |
| Versenyző  | Versenyszám | Idő      | Hely.    | Idő         | Hely.       | Idő      | Hely.    | Idő     | Hely.   | Idő     | Hely.   | Helyezés |
| ---------- | ----------- | -------- | -------- | ----------- | ----------- | -------- | -------- | ------- | ------- | ------- | ------- | -------- |
| Sidney Chu | 500 m       | 44,857   | 3.       | kiesett     | kiesett     | kiesett  | kiesett  | kiesett | kiesett | kiesett | kiesett | 24.      |